# 圣彼得罗-克拉伦扎
圣彼得罗-克拉伦扎（義大利語：San Pietro Clarenza）是意大利西西里大区卡塔尼亞廣域市的一个市镇。总面积6平方公里，人口6996人，人口密度1166.0人/平方公里（2009年）。ISTAT代码为087044。